# NGC 7822
NGC 7822 ist ein Emissionsnebel, eine Geburtsstätte vieler Sterne im Sternbild Kepheus. Der Emissionsnebel selbst wird auch als Sharpless 171, und der Sternhaufen als Berkeley 59 bezeichnet. Man geht davon aus, dass dieses Gebiet 800–1000 pc entfernt ist.
Die jüngeren Sterne des Sternhaufens sind wenige Millionen Jahre alt, einige Sterne gehören zu den heißesten im Umkreis von 1kpc der Sonne, insbesondere BD+66 1673, ein bedeckungsveränderlicher Stern, das aus einem Klasse O5V Stern mit einer Oberflächentemperatur von 45.000 Kelvin und einer ~100.000 Luminosität der Sonne besteht.  Dieser Stern ist die primäre Quelle, die den Nebel zum Erstrahlen bringt, und er formt die den Säulen der Schöpfung ähnlichen elephant trunks.
Entdeckt wurde das Objekt am 16. November 1829 von John Herschel.